# Gerard Martín
Gerard Martín Langreo (Esplugues de Llobregat, 26 febbraio 2002) è un calciatore spagnolo, difensore del Barcellona.

## Caratteristiche tecniche
Gioca come terzino sinistro.

## Carriera
Gerard Martín è cresciuto nel settore giovanile del Cornellà ed ha debuttato in prima squadra il 17 gennaio 2021 nell'incontro di Segunda División B pareggiato 2-2 contro l'Olot. Nel gennaio del 2022 ha iniziato a giocare con maggior frequenza, diventando un titolare inamovibile nella stagione 2022-2023.
Il 19 luglio 2023 è stato acquistato dal Barcellona che lo ha assegnato alla squadra B. Dopo una stagione da titolare in cui ha collezionato 41 presenze è stato promosso in prima squadra, dove ha debuttato il 17 agosto 2024 contro il Valencia. Il 2 marzo 2025 Martín segna il suo primo gol da professionista in una partita della Liga vinta 4-0 contro la Real Sociedad allo stadio olimpico Lluís Companys, aprendo le marcature al 25º grazie a un cross di Dani Olmo.

## Statistiche

### Presenze e reti nei club
Statistiche aggiornate al 28 settembre 2024.
| Stagione        | Squadra         | Campionato      | Campionato | Campionato | Coppe nazionali | Coppe nazionali | Coppe nazionali | Coppe continentali | Coppe continentali | Coppe continentali | Altre coppe | Altre coppe | Altre coppe | Totale | Totale | Totale |
| Stagione        | Squadra         | Comp            | Pres       | Reti       | Comp            | Pres            | Reti            | Comp               | Pres               | Reti               | Comp        | Pres        | Reti        | Pres   | Reti   |        |
| --------------- | --------------- | --------------- | ---------- | ---------- | --------------- | --------------- | --------------- | ------------------ | ------------------ | ------------------ | ----------- | ----------- | ----------- | ------ | ------ | ------ |
| 2020-2021       | Cornellà        | SDB             | 5          | 0          | CR              | 1               | 0               | -                  | -                  | -                  | -           | -           | -           | 6      | 0      |        |
| 2021-2022       | Cornellà        | PDR             | 16         | 0          | CR              | 1               | 0               | -                  | -                  | -                  | -           | -           | -           | 17     | 0      |        |
| 2022-2023       | Cornellà        | PF              | 36         | 0          | CR              | 1               | 0               | -                  | -                  | -                  | -           | -           | -           | 37     | 0      |        |
| 2023-2024       | Barcellona B    | PF              | 41         | 0          | -               | -               | -               | -                  | -                  | -                  | -           | -           | -           | 41     | 0      |        |
| 2024-2025       | Barcellona      | PD              | 16         | 1          | CR              | 0               | 0               | UCL                | 1                  | 0                  | -           | -           | -           | 17     | 1      |        |
| Totale carriera | Totale carriera | Totale carriera | 114        | 1          |                 | 3               | 0               |                    | 1                  | 0                  |             | -           | -           | 118    | 1      |        |

## Palmàres

### Club
- Supercoppa di Spagna: 1

Barcellona: 2025
- Coppa di Spagna: 1

Barcellona: 2024-2025
- Campionato spagnolo: 1

Barcellona: 2024-2025